# Cherry Heavens
Cherry Heavens — российская инди-рок группа, сформированная в 2009 году в Москве. В настоящее время группа состоит из вокалиста и гитариста Павла Никитина, гитариста Евгения Ефремова, бас-гитариста Никиты Авдонина, клавишника Юрия Крылова и ударника Никиты Соловьёва.

## История
Группа была создана двумя одноклассниками Павлом Никитиным и Никитой Соловьёвым в июле 2009 года, после их выпуска из школы.
В августе того же года к группе присоединились их школьные друзья Юрий Крылов и Никита Авдонин. Позднее в состав вошёл Антон Панфёров, и группа начала репетиции.
Первоначально музыка Cherry Heavens была ориентирована на альтернативный рок и поп-панк, с элементами инди-рока.
Первый концерт группы состоялся в мае 2010 года в московском клубе Точка. Группа неоднократно выступала в таких клубах, как You Too и XO.
В сентябре 2011 года из-за внутренних разногласий группу покинул Антон Панфёров, и место второго гитариста занял Андрей Меркушов, впоследствии покинувший группу по личным причинам.
В течение нескольких лет звучание группы изменялось, всё более смещаясь в сторону инди-рока и брит-попа.
В мае 2012 года Cherry Heavens записали дебютный ЕР Replenish My Mind, заглавная песня которого на долгое время стала визитной карточкой группы.

## Состав
Текущий состав
- Павел Никитин — вокал, гитара, автор песен (2009—наши дни)
- Никита Авдонин — бас-гитара, вокал (2009—наши дни)
- Юрий Крылов — клавишные (2009—наши дни)
- Евгений Ефремов — гитара (2012—наши дни)
- Никита Соловьёв — ударные (2009—наши дни)

Бывшие участники
- Антон Панфёров — гитара (2009—2011)
- Андрей Меркушов — гитара (2011)

## Творчество

### One Night Only
В сентябре 2012 года участники группы сняли акустическую кавер-версию песни Chemistry популярной британской группы One Night Only. В рамках своего европейского тура группа посетила Москву, а её лидер Джордж Крейг высоко оценил как видеокавер, так и демо-записи Cherry Heavens.
В октябре 2012 года к группе присоединился Евгений Ефремов.

### Relax And Talk To Me
В декабре 2012 года группа приступила к работе над своим новым синглом Relax And Talk To Me, в сотрудничестве с независимым продюсером Константином Буглевским. Релиз состоялся 5 марта 2013 года, и именно благодаря ему группа начала набирать популярность.
Так, песня появилась в вещании интернет-радиостанций, сообщество Hipster & Indie включило сингл в список лучших релизов месяца, а популярный музыкальный портал Musecube назвал Cherry Heavens "надеждой российского инди".
В июне 2013 года группа, совместно с Leopard Bonapart, представила свою обновлённую концертную программу в московском клубе China-Town Cafe на вечеринке, организованной Rock Of Ages.
В июле 2013 года музыканты записали кавер-видео на песню Cornerstone культовой группы Arctic Monkeys, в рамках конкурса от организаторов фестиваля Субботник. Ролик получил лестные отзывы как профессионалов музыкальной индустрии, так и интернет-слушателей, набрав около 4 тысяч отметок "мне нравится" в социальной сети ВКонтакте.
В ноябре 2013 года Cherry Heavens выступили на открытии клуба Drabadan Steak & Stage в Хабаровске, совместно с виджеем MTV Александром Анатольевичем и диджеем Ярославом Строгановым (DJ Yastrogiy).

### Under The Carpet
В декабре 2013 года группа начала работу над мини-альбомом Under The Carpet. Продюсером записи выступил Константин Буглевский. Релиз состоялся 21 февраля 2014 года и был тепло встречен интернет-аудиторией. Альбом появился более чем в 100 музыкальных сообществах в социальных сетях, включая крупнейшее сообщество об инди-музыке в рунете, Indie Music. Презентация прошла в клубе Б2, совместно с инди-поп группой Mendream.
Вскоре после релиза Cherry Heavens были приглашены на эфир программы "Профитроли" радиостанции
Маяк FM. Группа презентовала свой EP, дала интервью и сыграла несколько песен вживую.

### Light Will Break The Dark
10 июля 2015 года группа представила новый сингл Light Will Break The Dark.

### Twice Appalled
21 апреля 2016 года группа представила новый сингл Twice Appalled в виде студийного live-видео.

## Дискография
Синглы
- Relax And Talk To Me (5 марта 2013)
- Twice Appalled (21 апреля 2016)

Мини-альбомы
- Replenish My Mind (15 мая 2012)
- Under The Carpet (21 февраля 2014)
- Light Will Break The Dark (10 июля 2015)